# Witternheim
Witternheim es una localidad y comuna francesa, situada en el departamento de Bajo Rin en la región de Alsacia.

## Demografía

| 1793 | 1800 | 1806 | 1821 | 1831 | 1836 | 1841 | 1846 | 1851 | 1856 | 1861 | 1866 |
| ---- | ---- | ---- | ---- | ---- | ---- | ---- | ---- | ---- | ---- | ---- | ---- |
| 223  | 241  | 288  | 315  | 427  | 420  | 414  | 393  | 430  | 442  | 450  | 475  |
| 1871 | 1875 | 1880 | 1885 | 1890 | 1895 | 1900 | 1905 | 1910 | 1921 | 1926 | 1931 |
| 454  | 410  | 398  | 396  | 399  | 402  | 432  | 412  | 390  | 352  | 346  | 378  |
| 1936 | 1946 | 1954 | 1962 | 1968 | 1975 | 1982 | 1990 | 1999 | 2005 | 2010 | 2012 |
| 360  | 331  | 322  | 340  | 316  | 274  | 353  | 386  | 382  | 497  | 510  | 517  |